# شان تووی
شان تووی (به انگلیسی: Shawn Toovey) (زاده ۱ مارس ۱۹۸۳) در لینکلن (نبراسکا) بازیگر آ مریکایی است که بیشتر با نقش برایان کوپر در سریال مشهور پزشک دهکده شناخته می‌شود. او برای این نقش چهار بار برنده جایزه بازیگر جوان شده‌است.
وی پس از بازیگری در چند نقش کوتاه از سال ۱۹۹۳ تا ۱۹۹۸ در پزشک دهکده به ایفای نقش پرداخت. پس از آن در فیلم تلویزیونی فلش ظاهر شد و بعد باز هم ایفاگر نقش برایان کوپر در دو فیلم تلویزیونی پزشک دهکده شد.
والدینشان هر دو تمام وقت راننده کامیون بودند. او در سال ۲۰۰۱ از بازیگری فاصله گرفت و در سال ۲۰۰۷ ازدواج کرد.